# Simonne Mathieu
Pour les articles homonymes, voir Mathieu.
Simonne Mathieu, née Simonne Emma Henriette Passemard le 31 janvier 1908 à Neuilly-sur-Seine et morte le 7 janvier 1980 à Chatou, est une joueuse de tennis et résistante française.
Numéro un tricolore dans les années 1930, elle devient troisième mondiale en 1932. Elle est la joueuse française la plus titrée après Suzanne Lenglen.
Pendant la Seconde Guerre mondiale, elle crée et dirige le Corps des Volontaires françaises dans les Forces françaises libres.
Elle est membre du International Tennis Hall of Fame depuis 2006.

## Biographie
Simonne Emma Henriette Passemard naît le 31 janvier 1908 à Neuilly-sur-Seine dans une famille de la grande bourgeoisie parisienne. Elle est la fille de Gaston Passemard (mort en 1933), banquier d'affaires au Comptoir national d'escompte de Paris, et d'Alice Melchior. 
Étant de santé fragile, la pratique sportive lui est conseillée par son médecin et elle entretient sa forme en pratiquant le tennis à partir de l'âge de 12 ans sur les courts du Stade français, club dans lequel son frère cadet, Pierre, est également licencié,. 
Elle gagne ses premiers tournois dès l'âge de 15 ans et participe aux Internationaux de France à partir de 1925. En octobre de cette année-là, elle épouse René Mathieu, créateur de la revue Smash, président de la Commission Presse et Propagande de la Fédération française de tennis et fils de Maurice Mathieu, fondateur et secrétaire général du Stade français. Elle a deux fils, Jean-Pierre en 1927 et Maurice en 1928, tout en continuant sa carrière sur les courts internationaux,.

### Carrière tennistique

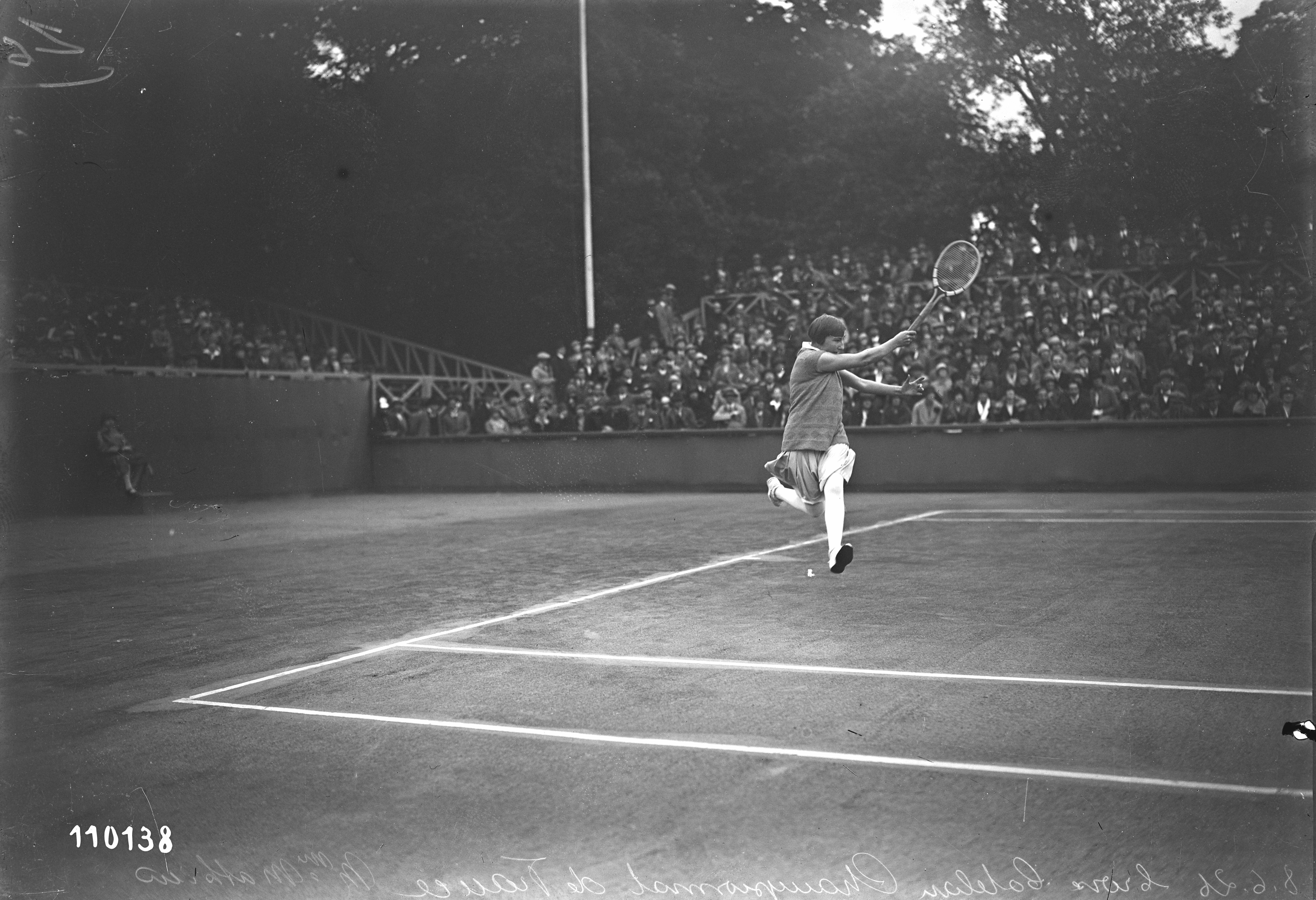
Simonne Mathieu à la Croix-Catelan en 1926.

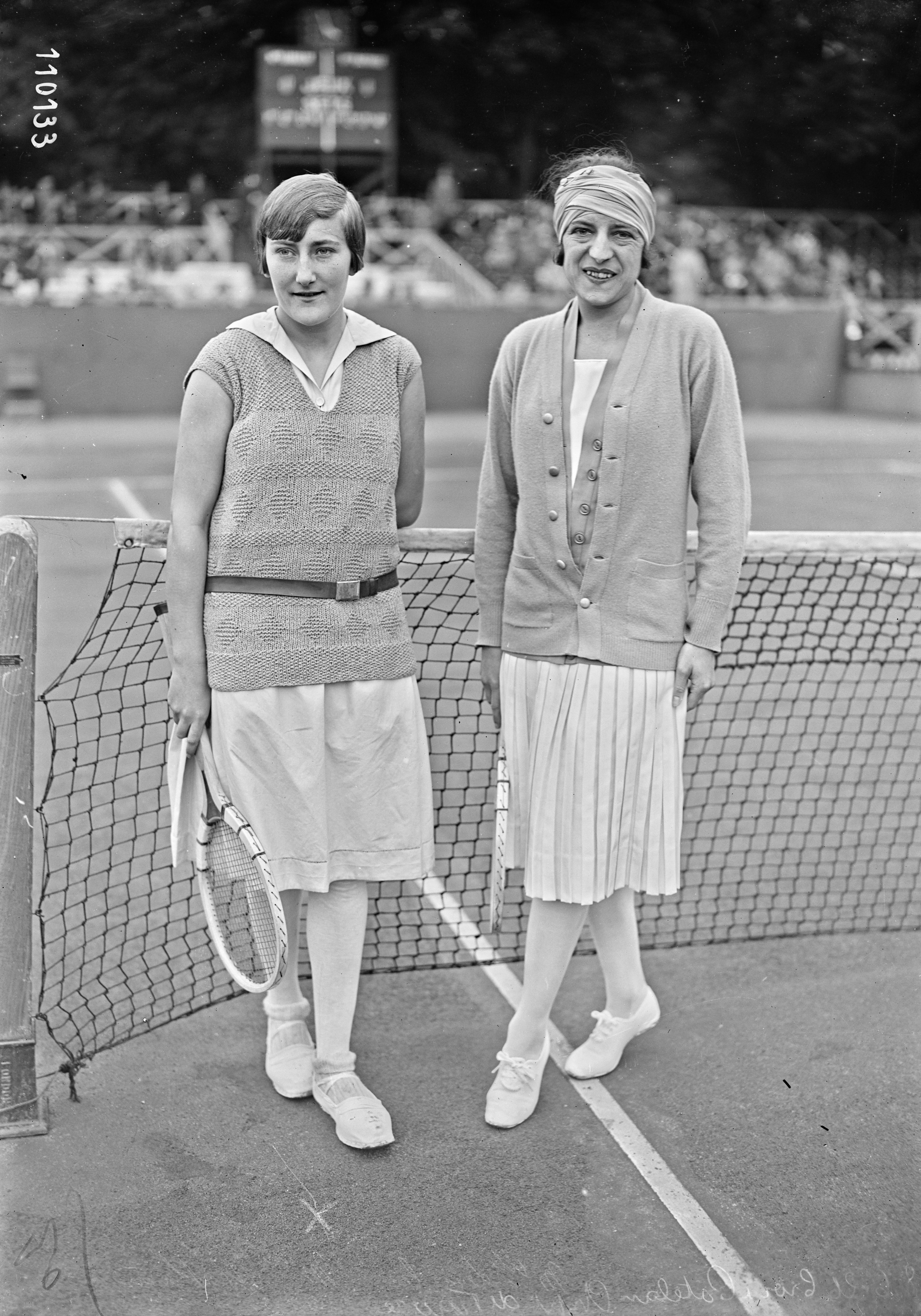
Simonne Mathieu à côté de Suzanne Lenglen lors des Internationaux de France 1926.

Simonne Passemard se fait remarquer en remportant le championnat de France junior de 1923 à 1925 avant de se marier et de changer de nom pour Mathieu. Elle est finaliste de la Coupe Porée en 1925 contre Hélène Contostavlos.
En mai 1926, elle oppose une belle résistance à la championne américaine Helen Wills lors d'un match France-États-Unis à la Croix-Catelan. La semaine suivante, aux Internationaux de France, Mathieu domine Yvonne Bourgeois puis Marion Jessup au deuxième tour sur le score de 2-6, 9-7, 6-0 après avoir sauvé des balles de match et avoir été menée 6 à 2, 5 à 3 et 40 à 15. Quelques jours plus tard, le 8 juin, la jeune athlète est éliminée en quart de finale par Suzanne Lenglen sur le score de 0-6, 0-6.
En 1932, elle se hisse pour la seconde fois en finale des Internationaux de France. Elle domine nettement le début du match contre Helen Wills-Moody grâce à la puissance de son coup droit (4-1). Bien que diminuée aux pieds, l'Américaine retrouve toutefois son jeu et se distingue par la variété de ses coups pour s'imposer finalement 7-5, 6-1.
En 1933, Simonne Mathieu remporte aisément le tournoi de double dames des Internationaux de France avec l’Américaine Elizabeth Ryan. Quelques jours plus tard, elle se hisse en finale du tournoi simple dames en dominant la championne américaine Helen Jacobs sur le score de 8 jeux à 6 dans le premier set — après avoir été menée 5-1 — puis 6 jeux à 3 dans le second set. Elle s'incline en finale face à Margaret Scriven après une lutte en trois sets, gênée par les balles liftées de son adversaire.
Lors des championnats de Paris en octobre 1934, elle gagne la première manche de la finale en simple face à la Suissesse Lolette Payot avant de s'incliner, touchée par un coup de soleil, puis de prendre sa revanche dans le double dames avec Sylvie Jung.
Lors du tournoi de Wimbledon 1937, Simonne Mathieu s'illustre à nouveau dans le tournoi de doubles, réalisant le doublé Internationaux de France-Wimbledon, avec l’Américaine Elizabeth Ryan en l’emportant 6-3, 6-3 sur la paire Margaret Scriven-Josane Sigart. Dans la suite de l’après-midi, elle joue avec Yvon Petra la finale du double mixte mais doit s'incliner.
Après six finales perdues, dont trois consécutives face à Hilde Krahwinkel Sperling, elle remporte en 1938 le tournoi de Roland-Garros en simple contre Nelly Landry, profitant de l'absence de plusieurs joueuses de premier plan. Elle réussit cette année-là un remarquable triplé, s'imposant aussi en double dames et en double mixte. Lors de sa tournée européenne, elle ne conquiert pas moins de 32 tournois toutes catégories confondues.
En 1939, Simonne Mathieu remporte pour la deuxième fois consécutive le simple dames des Internationaux de France après une victoire finale sur sa partenaire de double, la Polonaise Jadwiga Jędrzejowska, sur le score de 6-3, 8-6
Durant sa carrière, Simonne Mathieu a parcouru le monde, glanant des titres aux Pays-Bas, en Grèce, en Égypte, en Suisse et même en Asie.

### À la France libre
Lorsque la Seconde Guerre mondiale éclate, en septembre 1939, Simonne Mathieu s'apprête à disputer un tournoi aux États-Unis et décide alors de rentrer immédiatement en Europe. En février 1940, avant même l'appel du général de Gaulle, elle rejoint l'Auxiliary Territorial Service, la branche féminine non combattante de la British Army où elle travaille comme conductrice et traductrice. Lors de l'armistice du 22 juin 1940, elle rejoint le général de Gaulle à Londres. Ne pouvant intégrer l'armée française, elle s’engage auprès du Women’s Royal Voluntary Service.
En septembre 1940, l'amiral Muselier lui confie la tâche de constituer un corps féminin des volontaires françaises auprès de la France libre, organisme officiellement créé le 7 novembre 1940 et institutionnalisé sous le nom de Corps des Volontaires françaises par décret. Elle en devient la commandante et organise le recrutement et les entraînements.
En décembre 1941, elle est affectée au Service du chiffre auprès du BCRA. En 1943, elle est à Alger aux côtés du général de Gaulle pour demander de l'aide aux colonies françaises. Elle défile aussi avec lui le jour de la Libération de Paris le 26 août 1944. Elle achève la guerre avec le grade de capitaine des FFL. C'est sous cet uniforme qu'elle arbitre le 17 septembre 1944 le match de la Libération opposant l'ancien champion Henri Cochet au jeune Yvon Pétra sur le central à Roland-Garros.

### Après-guerre
En 1948, elle travaille avec Jules Ladoumègue à la S.T.S. (Sport - Tourisme et Spectacles) chaussée d'Antin à Paris, une agence proposant notamment des billets pour des évènements sportifs. En 1952, elle est nommée présidente de l'Amicale des sportives française, organisme créé par le Comité national des sports.
Elle est capitaine de l'équipe de France féminine de tennis de 1949 à 1960 puis sera présidente de la commission féminine à la Fédération française de tennis. Françoise Dürr, qui a eu Simonne Mathieu comme capitaine en sélection française en 1967, témoigne : « C'était une femme extraordinaire. Ah, elle n'était pas commode ! Elle avait un fort tempérament, un caractère militaire ».
Elle fait sa dernière apparition publique le 11 juin 1978 à l'occasion du cinquantenaire de la construction du stade Roland-Garros. Gravement malade, elle meurt le 7 janvier 1980 et est enterrée au cimetière du Père-Lachaise,.

## Style de jeu et personnalité
Plus à l'aise sur terre battue que sur des surfaces rapides, elle adoptait sur le court un jeu plutôt défensif et très régulier en s'appuyant sur une excellente condition physique et un coup droit puissant. Elle possédait un fort tempérament et n'hésitait pas à contester les décisions arbitrales.

## Palmarès (partiel)
Ses treize titres en Grand Chelem (deux en simple, neuf en double dames et deux en double mixte) en font la deuxième Française la plus titrée de tous les temps, derrière Suzanne Lenglen (vingt et un trophées).

## Parcours en Grand Chelem (partiel)
Si l’expression « Grand Chelem » désigne classiquement les quatre tournois les plus importants de l’histoire du tennis, elle n'est utilisée pour la première fois qu'en 1933, et n'acquiert la plénitude de son sens que peu à peu à partir des années 1950.

## Décorations
- Officier de la Légion d'honneur (1953) ;
- Médaille de la Résistance française (décret du 31 mars 1947)[28],[29].

## Hommages
La coupe remise aux gagnantes de l'épreuve du double dames à Roland-Garros porte aujourd'hui son nom.
En 2017, la ville de Paris décide de donner son nom au 3e court principal du stade Roland-Garros, installé au cœur du jardin des serres d'Auteuil, et pratiqué pour la première fois lors des Internationaux de France de tennis 2019,. Le court est inauguré le 21 mars 2019 par le président de la Fédération Bernard Giudicelli, en présence notamment de l'ancien président de la République Nicolas Sarkozy, de la maire de Paris Anne Hidalgo et d'un neveu de Simonne Mathieu.

### Émissions
- Portrait de Simonne Mathieu, épisode de la série documentaire Les Compagnons de l'aube réalisée par Yves Jeuland, diffusé en 2010.
- L'Œil du tigre de Philippe Collin, avec Éric Alary et Jean-François Fournel, « Simonne Mathieu : héroïne du tennis et de la Résistance »  [audio], France Inter, 27 septembre 2020.
- Affaires sensibles de Fabrice Drouelle, avec Éric Alary, « Épisode 1/5 : Simonne Mathieu : héroïne de la France Libre et championne oubliée »  [audio], France Inter, 22 mars 2021.
- Philippe Collin, « Les Résistantes », série de 10 épisodes  [audio], sur France Inter, décembre 2023 (consulté le 7 février 2024)